# Erlenbach bei Kandel
Erlenbach bei Kandel là một đô thị thuộc huyện Germersheim, trong bang Rheinland-Pfalz, phía tây nước Đức. Đô thị Erlenbach bei Kandel có diện tích 5,47 km², dân số thời điểm ngày 31 tháng 12 năm 2006 là 730 người.